# Neomaso pollicatus
Neomaso pollicatus är en spindelart som först beskrevs av Albert Tullgren 1901.  Neomaso pollicatus ingår i släktet Neomaso och familjen täckvävarspindlar. Inga underarter finns listade i Catalogue of Life.